# ボンネゼンの不等式
ボンネゼンの不等式 （ボンネゼンのふとうしき、英: Bonnesen's inequality）またはボンネゼンの定理はジョルダン曲線の外接円と内接円、面積、周長に関する不等式である。ユークリッド平面における等周不等式より強力である。 
具体的には、平面上の単純な閉曲線{\displaystyle S}の周長を{\displaystyle L}、面積を{\displaystyle A}、内接円と外接円の半径をそれぞれ{\displaystyle r,R}とする。トミー・ボンネゼンは次の不等式を証明した。
{\displaystyle \pi ^{2}(R-r)^{2}\leq L^{2}-4\pi A.}右辺の{\displaystyle L^{2}-4\pi A}は"isoperimetric defect"として知られる。
レヴナーのトーラス不等式におけるisosystolic defectはボンネゼンの不等式のisoperimetric defectのシストリックな類似物である。

## 証明
次の証明はヒューゴ・ハドヴィッガーに帰せられる。原点中心、半径tの円を{\displaystyle tB}とする。また、関数{\displaystyle {\text{Area}}(x)}を閉集合xの面積とする。

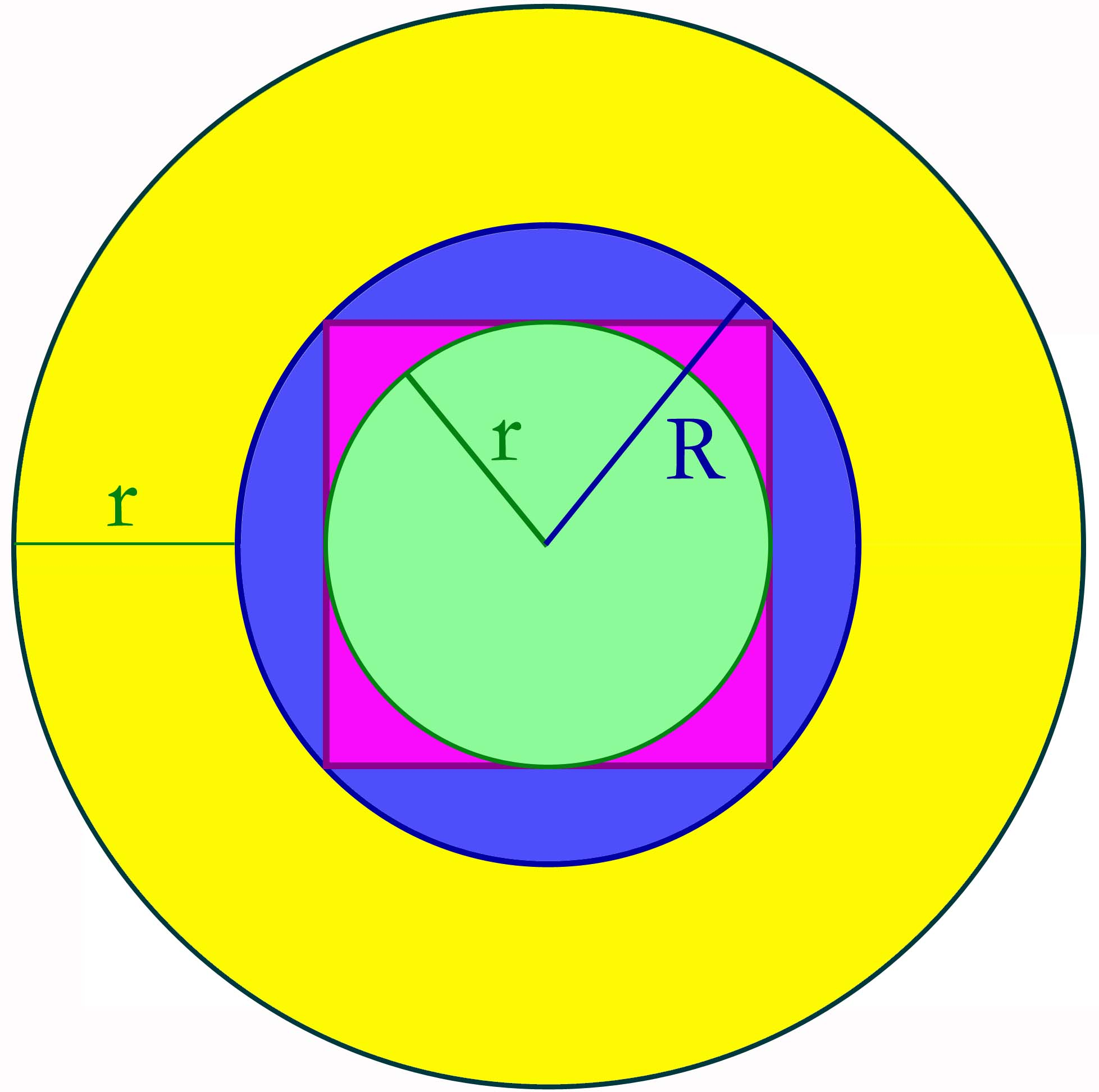
図1

内接円{\displaystyle rB}と外接円{\displaystyle C}の半径がそれぞれ{\displaystyle r,R}である凸コンパクト集合{\displaystyle S}を考える。図1では、{\displaystyle S}を紫色の正方形、内接円を緑色、外接円を青色で示してある。{\displaystyle S}に含まれず、{\displaystyle C}に含まれる部分を{\displaystyle Z}とする。ミンコフスキー和{\displaystyle Z+rB}の面積と半径{\displaystyle r+R}の円（図1,黄）について
{\displaystyle {\text{Area}}(Z+rB)=\pi (r+R)^{2}}
が成立する。

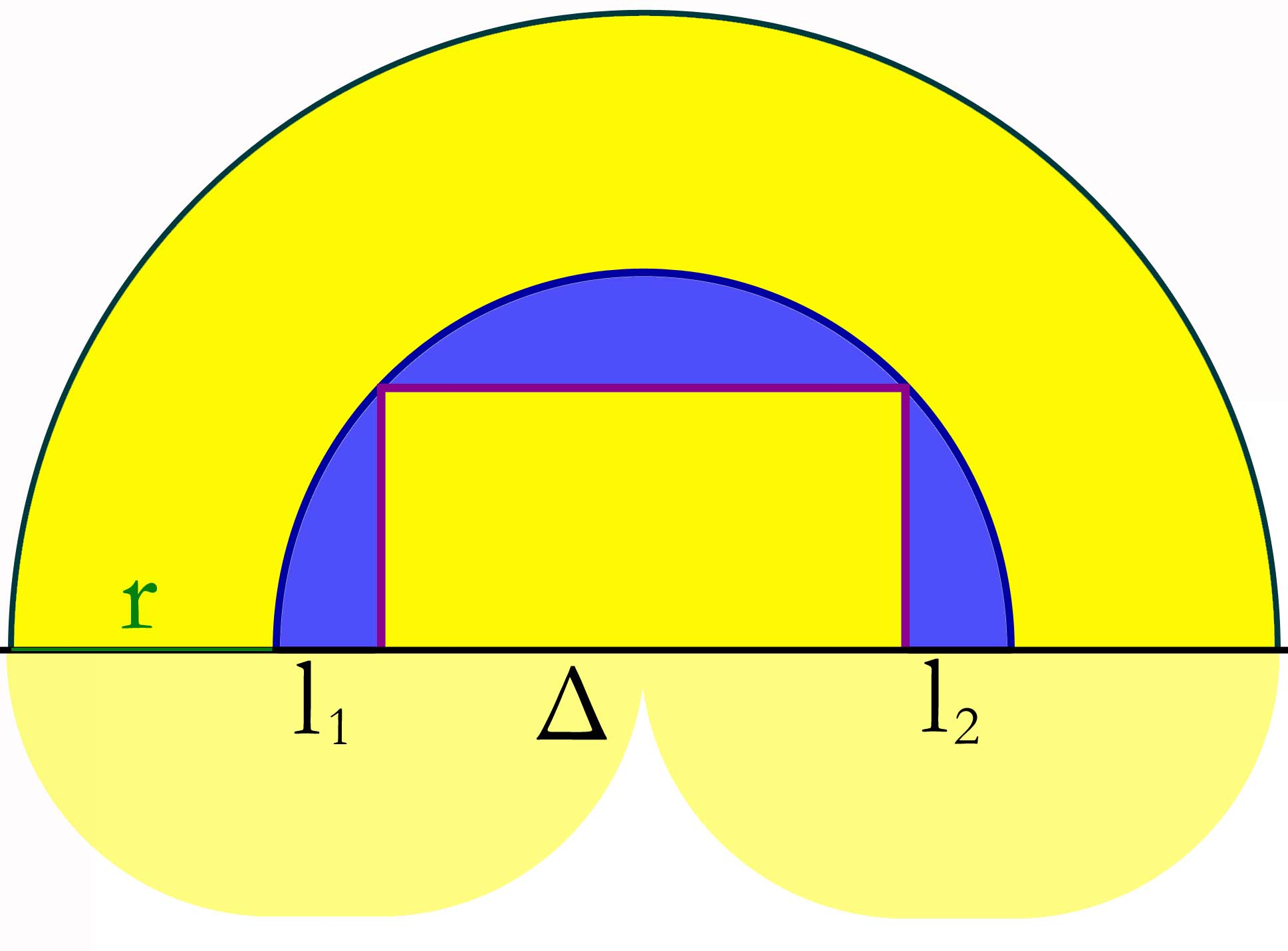
図2

次に内接円、外接円の中心を通る直線Δで{\displaystyle Z}を半分に切断する。上の部分を{\displaystyle Z_{s}}とする。{\displaystyle Z_{s},rB}のミンコフスキー和は半径{\displaystyle r+R}の半円板と図2の様な薄黄色の部分の和集合になる。l1,l2を{\displaystyle Z}とΔの2つの交わる部分の長さとして次の式が成立する。
{\displaystyle {\text{Area}}(Z_{s}+rB)={\frac {1}{2}}\pi (r+R)^{2}+(l_{1}+l_{2})r+\pi r^{2}}
この等式にミンコフスキー・シュタイナーの公式を用いて値を評価する。ただし{\displaystyle Z_{s}}は凸集合ではないため、右辺は極限値とはならない。
{\displaystyle {\text{Area}}(Z_{s}+rB)={\frac {1}{2}}\pi (r+R)^{2}+(l_{1}+l_{2})r+\pi r^{2}\leq {\text{Area}}(Z_{s})+(\pi R+l_{1}+l_{2}+p_{s})r+\pi r^{2}}
ここで{\displaystyle p_{s}}は、{\displaystyle S}上部の周長。
下部についても同様にした式と、この式を辺々加えて
{\displaystyle \pi (r+R)^{2}+2(l_{1}+l_{2})r+2\pi r^{2}\leq {\text{Area}}(Z)+2\pi rR+2(l_{1}+l_{2})r+pr+2\pi r^{2}}
{\displaystyle \pi (r+R)^{2}+\leq {\text{Area}}(Z)+2\pi rR+pr}
ここでpは{\displaystyle S}の周長。また、{\displaystyle Z}の面積は外接円板と{\displaystyle S}の面積aの差に等しいので、
{\displaystyle \pi (r+R)^{2}\leq \pi R^{2}-a+2\pi Rr+pr}
{\displaystyle \therefore a-pr+\pi r^{2}\leq 0.}
これは面積{\displaystyle S+tB}についての2次多項式{\displaystyle f(t)=\pi t^{2}-pt+a}に、内接円半径{\displaystyle r}を代入した値が負になることを意味する。
上記と全く同様の議論で、外接円半径{\displaystyle R}についても同様の結論を得る。
{\displaystyle a-pR+\pi R^{2}\leq 0.}
この2つの不等式より、さらに次の不等式が成立する。
{\displaystyle {\frac {p-{\sqrt {p^{2}-4\pi a}}}{2\pi }}\leq r\leq R\leq {\frac {p+{\sqrt {p^{2}-4\pi a}}}{2\pi }}.}
これを変形して、
{\displaystyle R-r\leq {\frac {\sqrt {p^{2}-4\pi a}}{\pi }}}
{\displaystyle \therefore p^{2}-4\pi a\geq \pi ^{2}(R-r)^{2}.}